# Równanie Sackura-Tetrodego
Równanie Sackura-Tetrodego – równanie opisujące entropię jednoatomowego gazu doskonałego, sformułowane w latach 1911–1913 niezależnie przez Ottona Sackura i Hugona Tetrodego:
{\displaystyle S=nR\ln \left({\frac {\mathrm {e} ^{5/2}V}{nN_{\mathrm {A} }\Lambda ^{3}}}\right)={\tfrac {5}{2}}nR+nR\ln \left({\frac {V}{nN_{\mathrm {A} }\Lambda ^{3}}}\right),}
gdzie:
{\displaystyle \Lambda ={\frac {h}{\sqrt {2\mathrm {\pi } mkT}}}} długość fali materii cząstek gazu (w tym wypadku jego atomów),
{\displaystyle \mathrm {e} } – stała Eulera,
{\displaystyle n} – liczba moli gazu,
{\displaystyle R} – uniwersalna stała gazowa,
{\displaystyle V} – objętość układu,
{\displaystyle N_{\mathrm {A} }} – stała Avogadra,
{\displaystyle h} – stała Plancka,
{\displaystyle m} – masa atomowa,
{\displaystyle k} – stała Boltzmanna,
{\displaystyle T} – temperatura bezwzględna.
Po podzieleniu przez n otrzymamy entropię molową.
Z powyższego równania wynika, że zmiana entropii podczas rozprężania izotermicznego wynosi:
{\displaystyle \Delta S=nR\ln \left({\frac {V_{2}}{V_{1}}}\right),}
gdzie:
{\displaystyle V_{1}} – objętość początkowa,
{\displaystyle V_{2}} – objętość końcowa.